# Omar Monestier
Omar Monestier (Belluno, 23 settembre 1964 – Moruzzo, 1º agosto 2022) è stato un giornalista italiano.

## Biografia
Fu caporedattore de Il Mattino dell'Alto Adige, dove rimase fino al 1997; passò in seguito a Il Mattino di Padova, di cui divenne vicedirettore. Fu poi condirettore di due quotidiani, La Tribuna di Treviso e la Nuova di Venezia e Mestre.
Divenne direttore del Messaggero Veneto - Giornale del Friuli nel 2012, quindi del quotidiano Il Tirreno; nel 2016 ritornò al Messaggero Veneto. Da ultimo assunse anche la direzione de Il Piccolo di Trieste.
Morì il 1 agosto 2022 a causa di un malore. I funerali sono stati celebrati il 4 agosto 2022 presso il Duomo di Belluno, mentre una messa in suo suffragio, presieduta dall'Arcivescovo di Trieste Giampaolo Crepaldi, si è tenuta il 9 settembre presso la Cattedrale di San Giusto a Trieste.